# Someș
Il Someș (lingua ungherese: Szamos), è un fiume dell'Europa centrale affluente del Tibisco. Il fiume nasce in Romania, dove attraversa il distretto di Maramureș, il distretto di Salaj e il distretto di Satu Mare, attraversa la città di Satu Mare e prosegue in Ungheria nella contea di Szabolcs-Szatmár-Bereg dove, presso Vásárosnamény, confluisce nel fiume Tibisco.
Il fiume Someș era conosciuto nell'antichità col nome Samus.

## Affluenti
- Valea Hranei